# Kareem Abdul-Jabbar Award
Il Kareem Abdul-Jabbar Award è un premio conferito ogni anno dalla Naismith Memorial Basketball Hall of Fame al miglior centro di sesso maschile dell'anno, che gioca nel campionato di pallacanestro NCAA Division I
È intitolato al cestista Kareem Abdul-Jabbar, uno dei più grandi centri di tutti i tempi.

## Vincitori
- 2015 - Frank Kaminsky,  Wisconsin Badgers
- 2016 -  Jakob Pöltl,  Utah Utes
- 2017 -  Przemysław Karnowski,  Gonzaga Bulldogs
- 2018 -  Ángel Delgado,  Seton Hall Pirates
- 2019 - Ethan Happ,  Wisconsin Badgers
- 2020 - Luka Garza,  Iowa Hawkeyes
- 2021 - Luka Garza (2),  Iowa Hawkeyes
- 2022 -  Oscar Tshiebwe,  Kentucky Wildcats
- 2023 -  Zach Edey,  Purdue Boilermakers
- 2024 -  Zach Edey (2),  Purdue Boilermakers
- 2025 - Ryan Kalkbrenner,  Creighton Bluejays